# 합천 외토리쌍비
합천 외토리 쌍비(陜川 外吐里 雙碑)는 대한민국 경상남도 합천군 삼가면 외토리 마을에 있는 한 채의 비각 안에 나란히 서 있는 2기의 비석이다. 1993년 1월 8일 경상남도의 유형문화재 제291호로 지정되었다.

## 개요
외토리 마을에 있는 한 채의 비각 안에 나란히 서 있는 2기의 비이다. 앞에서 보아 왼쪽의 것이 효자비이고, 오른쪽의 것은 백비(白碑)인데, 백비는 비문이 많이 닳아 글씨가 거의 보이지 않아 붙여진 이름이다. 2기 모두 받침돌 위로 비몸을 세우고 머릿돌을 얹은 모습이다.
효자비는 영모재 이온 선생의 효행을 기리는 비로, 고려말 이 지역을 순시하던 이성계가 선생의 효행을 듣고 왕에게 보고하자, 우왕 9년(1383) 왕이 고성군수에게 명하여 비각과 비를 세우도록 하였다. 비는 앞면에 효행을 행한 마을이라는 뜻으로 ‘효자리(孝子里)’라 새기고, 뒷면에는 선생이 부친상을 당하여 3년간 부친의 묘에서 머물렀던 사실과 함께 원래 비몸만 남아있던 것을 숙종 12년(1686)에 받침돌과 머릿돌을 새로이 만들었음을 적어 놓았다.
비를 세운 후 많은 이에게 그의 효행을 알리고자 사람들의 왕래가 잦은 원동마을 앞으로 옮겼다가, 일제시대에 다시 지금의 자리에 세워 두었다.

## 참고 문헌
- 합천 외토리쌍비 - 국가유산청 국가유산포털